# Universidad Don Bosco
La Universidad Don Bosco (UDB) es una Universidad Salesiana de El Salvador localizada en el municipio de Soyapango, San Salvador, ciudad que forma parte del Área Metropolitana de San Salvador (AMSS). Esta universidad, de carácter privado, está integrada a la Ciudadela Don Bosco, que comprende la universidad misma junto al Colegio Don Bosco, institución de educación primaria y educación media; que se suman a otras entidades que constituyen dicha ciudadela.
Fue fundada el 8 de marzo de 1984 por el Acuerdo n.º 677 del Ministerio de Educación de El Salvador, aunque sus actividades académicas dieron inicio hasta el 14 de enero de 1986. Según el catálogo institucional 2019, la universidad está conformada por 5 facultades: Ingeniería, Ciencias y Humanidades, Ciencias Económicas, Ciencias de la Rehabilitación y Aeronáutica. Ofrece también estudios de postgrado, ocho maestrías y dos doctorados, en las instalaciones del Centro de Estudios de Postgrado, ubicado en el campus de Antiguo Cuscatlán, que también pertenece al AMSS. Cabe señalar que dos maestrías y un doctorado son impartidos en cotitulación con la Universidad Centroamericana «José Simeón Cañas», convirtiendo a estas dos instituciones en pioneras en El Salvador al ofrecer postgrados en conjunto.
La Universidad Don Bosco constituye una de las instituciones de estudios superiores más prestigiosas de El Salvador, sobre todo en el área técnica y tecnológica, ya que es la única en el país en ofrecer carreras como ingenierías en Biomédica, Aeronáutica y Mecatrónica; así como en mantener convenios con la Sociedad Internacional de Prótesis y Ortesis (ISPO, por sus siglas en inglés), la cual otorgaba hasta 2016 a sus graduados en Ortesis y Prótesis la "Acreditación Internacional categoría I de ISPO". El Ranking Mundial de Universidades en la Web, conocido como Webometrics, el cual es realizado bianualmente por el Consejo Superior de Investigaciones Científicas (CSIC) de España, así como el "International Colleges & Universities" posicionan a la UDB dentro de las cinco mejores universidades salvadoreñas con la quinta posición en cada uno.

## Historia[9]
Es la década de 1980, El Salvador enfrentaba una difícil situación social y educativa. En este contexto, un grupo de salesianos visionarios deciden fundar una institución superior con los rasgos característicos de la obra salesiana: innovación, calidad y el carisma de Don Bosco enfocado en los jóvenes.
La Universidad Don Bosco fue creada en marzo de 1984, por impulso de Su Excelencia Reverendísima Monseñor José Di Pietro, primer Obispo de Sonsonate;  Su Excelencia Reverendísima Monseñor Pedro Arnoldo Aparicio, Obispo de San Vicente y de los padres; Pbro. Giuseppe Coró, Pbro. Settimo Rossoni, Pbro. Alfonso Evertsz, Pbro. Salvador Cafarelli y Pbro. Pierre Muyshondt; que junto a laicos como el Dr. Rafael Flores y Flores, la Dra. Celina de Cañas y el Lic. Gilberto Avilés, primer rector, crearon la parte jurídico-estructural de la Universidad
El 14 de enero de 1986, iniciaron las clases con alumnos de ingeniería y humanidades. Los primeros años de la UDB se desarrollaron en el Instituto Filosófico Internacional Don Rúa, en la Escuela Domingo Savio y en el Instituto Técnico Ricaldone, en San Salvador.
En 1986, un terremoto afectó varias obras salesianas dando vida a la idea de la Ciudadela Don Bosco, en Soyapango, cuya ubicación fue producto de la reflexión a la luz del carisma salesiano de optar por un sector popular para la promoción de sus habitantes.
La sociedad salvadoreña recibió los primeros profesionales UDB en 1990: un grupo de profesores en teología pastoral y, el 23 de noviembre de 1991, a los primeros graduados de ingeniería, de educación así como diplomados en las ramas tecnológicas de electrónica, mecánica y computación.
Para 1992, daría inicio el año académico en el nuevo campus con los primeros edificios de aulas, la biblioteca y el Centro de Investigación y Transferencia de Tecnología (CITT).
Actualmente, brinda programas a nivel de grado (33 especializaciones entre ingenierías, licenciaturas, técnicos y profesorados, distribuidos en cinco Facultades) y programas de postgrado (ocho maestrías y dos doctorados), estos últimos impartidos en el Centro de Estudios de Postgrados, campus Antiguo Cuscatlán, inaugurado el 16 de febrero de 2007.
La UDB fue la primera universidad acreditada a nivel nacional, por el Ministerio de Educación, en el año 2001, y la primera en re-acreditarse en 2006, 2011 y 2016. Una de sus apuestas estratégicas es la acreditación de programas a través de procesos de autoevaluación y reflexión interna con base en parámetros regionales e internacionales.

## UDB Virtual
El año 2019, destaca con la creación de la UDB Virtual con independencia de las facultades y una proyección de expansión hacia la región centroamericana y Estados Unidos de América. La universidad espera contar con una oferta de 15 carreras bajo el modelo de educación a distancia en los próximos tres años.
En ese mismo año, la Universidad Don Bosco fortalece su oferta académica en Educación a Distancia al incorporar tres nuevas carreras: Técnico en Ingeniería en Computación, Técnico en Marketing Digital y Ventas y Licenciatura en Administración de Empresas.
Estas carreras se suman a la experiencia acumulada en educación superior en modalidad a distancia, iniciada en 2002, con el Técnico en Ortesis y Prótesis, primer programa en el mundo en dicha área y bajo esta modalidad; el cual ha sido reconocido y acreditado desde sus inicios por la Sociedad Internacional de Ortesis y Prótesis ISPO. A la fecha, en esta carrera se han formado 171 profesionales de diversos países de Latinoamérica, Europa del Este y África.
Desde el año 2018, se imparte, además, la Maestría en Políticas para la Prevención de la Violencia Juvenil en Cultura de Paz, en modalidad semipresencial.

### Modelo de Educación a Distancia UDB[11]
El modelo de Educación a Distancia es semipresencial y, al igual que en la modalidad presencial, tiene como centro de todo el proceso educativo, el aprendizaje significativo del estudiante y su autonomía; preparándolo para que brinde respuestas oportunas e implemente soluciones innovadoras en contextos prácticos reales.
El currículo de los programas de estudio a distancia de la Universidad está diseñado bajo el enfoque por competencias, el cual contempla, además de elementos teóricos necesarios para la formación profesional, la formación práctica a través de la aplicación de los conocimientos a la realidad nacional y regional. 

## Oferta académica
Según el Catálogo Institucional, desde 2019, la UDB implementa una reingeniería académica que, entre sus objetivos, busca la integración de las diferentes áreas y unidades de la UDB como componente indispensable para la educación bajo el enfoque por competencias. En esta línea, las carreras de grado y postgrado se integrarán según su área de conocimiento, viéndose enriquecidos en temas de profesores, laboratorios, acreditaciones, entre otros aspectos. También, la Facultad de Ingeniería agrupará a las diversas carreras con grado de Técnico que administraba anteriormente la extinta Facultad de Estudios Tecnológicos.
La Universidad Don Bosco ofrece un total de 37 carreras de grado, ocho maestrías y dos doctorados a través de las cinco facultades que la conforman: Ingeniería, Ciencias y Humanidades, Ciencias Económicas, Ciencias de la Rehabilitación y Aeronáutica; así como de la Dirección de Educación a Distancia.

## Oferta de pregrados[5]

### Facultad de Ingeniería
- Ingeniería Electrónica.
- Ingeniería en Electrónica y Automatización.
- Ingeniería Eléctrica.
- Ingeniería Mecánica.
- Ingeniería en Ciencias de la Computación.
- Ingeniería Biomédica.
- Ingeniería Industrial.
- Ingeniería en Telecomunicaciones.
- Ingeniería en Automatización.
- Ingeniería Mecatrónica.
- Técnico en Ingeniería Electrónica.
- Técnico en Ingeniería Eléctrica.
- Técnico en Ingeniería Mecánica.
- Técnico en Ingeniería en Computación.
- Técnico en Ingeniería Biomédica.
- Técnico en Control de la Calidad.

### Facultad de Ciencias y Humanidades
- Licenciatura en Teología Pastoral.
- Licenciatura en Idiomas con Especialidad en la Adquisición de Lenguas Extranjeras.
- Licenciatura en Idiomas con Especialidad en Turismo.
- Licenciatura en Ciencias de la Comunicación.
- Licenciatura en Diseño Gráfico.
- Licenciatura en Diseño Industrial.
- Técnico en Diseño Gráfico.
- Técnico en Multimedia.
- Profesorado en Teología Pastoral.
- Profesorado en Educación Básica para Primero y Segundo Ciclos.

### Facultad de Ciencias Económicas
- Licenciatura en Administración de Empresas.
- Licenciatura en Contaduría Pública.
- Licenciatura en Mercadotecnia.

### Facultad de Ciencias de la Rehabilitación
- Licenciatura en Ortesis y Prótesis.
- Técnico en Ortesis y Prótesis.

### Facultad de Aeronáutica
- Ingeniería Aeronáutica.
- Técnico en Mantenimiento Aeronáutico.

## Oferta de postgrados[5]

### Facultad de Ingeniería
- Maestría en Gestión de Calidad.
- Maestría en Gestión de Energías Renovables.
- Maestría en Arquitectura de Software.
- Maestría en Seguridad y Gestión de Riesgos Informáticos.
- Maestría en Gerencia de Mantenimiento Industrial (Cotitulada con Universidad Centroamericana «José Simeón Cañas»)

### Facultad de Ciencias y Humanidades
- Maestría en Gestión del Curriculum, Didáctica y Evaluación por Competencias.
- Doctorado en Teología.
- Doctorado en Educación.

### Facultad de Ciencias Económicas
- Maestría en Ciencias Sociales (Cotitulada con Universidad Centroamericana «José Simeón Cañas»)
- Doctorado en Ciencias Sociales (Cotitulada con Universidad Centroamericana «José Simeón Cañas»)

## Oferta de UDB Virtual (Dirección de Educación a Distancia)[12]
- Técnico en Diseño Gráfico (a distancia).
- Técnico en Ingeniería en Computación (a distancia).
- Técnico en Marketing Digital y Ventas (a distancia).
- Técnico en Ortesis y Prótesis (a distancia).
- Licenciatura en Administración de Empresas (a distancia).
- Licenciatura en Diseño Gráfico (a distancia).
- Ingeniería Industrial (a distancia).
- Ingeniería en Ciencias de la Computación (a distancia).
- Maestría en Arquitectura de Software (a distancia).
- Maestría en Políticas para la Prevención de la Violencia Juvenil en Cultura de Paz (a distancia).

## Servicios a la comunidad
La universidad Don Bosco también cuenta con convenios y asistencias a las comunidades reflejados en:
- Servicio Social Estudiantil, en los que se desarrollan proyectos de tutorías, alfabetización y apoyo al sector público.
- Servicios de Pasantías, práctica profesionales en el área de estudio del estudiante